# Даница
Даница је српско женско име словенског поријекла, а јавља се и код других јужнословенских народа, као код Македонаца, Хрвата и Словенаца, као и код Чеха и Словака.
Име је настало по народном називу за Венеру — звијезда Даница, а изведено из ријечи дан. Венеру је, наиме, понекад могуће видјети још по дану, рано ујутро прије изласка сунца, или касно навече, одмах по заласку сунца. У чешком и словачком језику ово назив за зору.
Код Хрвата је једно од стотину најчешћих женских имена, код Македонаца је тридесето, а код Словенаца четрдесет и четврто по учесталости.

## Имењакиње на Википедији
- Даница (часопис)
- Даница Милосављевић, народни херој
- Даница Аћимац, глумица
- Даница Марковић, књижевница
- Даница Максимовић, глумица
- Даница Црногорчевић, певачица етно и духовне музике
- Даница Веселиновић, српска сликарка